# Phlegra cinereofasciata
Espèce
Synonymes
- Attus cinereofasciata Simon, 1868
- Attus rogenhoferi Simon, 1868
- Phlegra fuscipes Kulczyński, 1891
- Menemerus schutzae Denis, 1961

Phlegra cinereofasciata est une espèce d'araignées aranéomorphes de la famille des Salticidae.

## Distribution
Cette espèce se rencontre en zone paléarctique du Portugal à la Chine.

## Description
Le mâle mesure 5 mm et la femelle 5 mm.

## Publication originale
- Simon, 1868 : « Monographie des espèces européennes de la famille des attides (Attidae Sundewall. - Saltigradae Latreille). » Annales de la Société Entomologique de France, sér. 4, vol. 8, p. 11-72 & 529-726 (texte intégral).